# 수상장
수상장(樹上葬)은 시체를 나무위에 올려 놓는 장례이다. 약어로 수장(樹葬)이라고도 한다. 주로 시체를 가마니로 싸거나 관이나 항아리에 넣어서 나무위에 올린다.